# Ферфакс (Минесота)
Ферфакс (енгл. Fairfax) град је у америчкој савезној држави Минесота.

## Демографија
По попису из 2010. године број становника је 1.235, што је 60 (-4,6%) становника мање него 2000. године.
| Група             | 2000.         | 2010.         |
| Белци             | 1.180 (91,1%) | 1.082 (87,6%) |
| Афроамериканци    | 3 (0,2%)      | 0 (0,0%)      |
| Азијати           | 1 (0,1%)      | 3 (0,2%)      |
| Хиспаноамериканци | 99 (7,6%)     | 140 (11,3%)   |
| Укупно            | 1.295         | 1.235         |